# Galactia
Galactia är ett släkte av ärtväxter. Galactia ingår i familjen ärtväxter.

## Bildgalleri

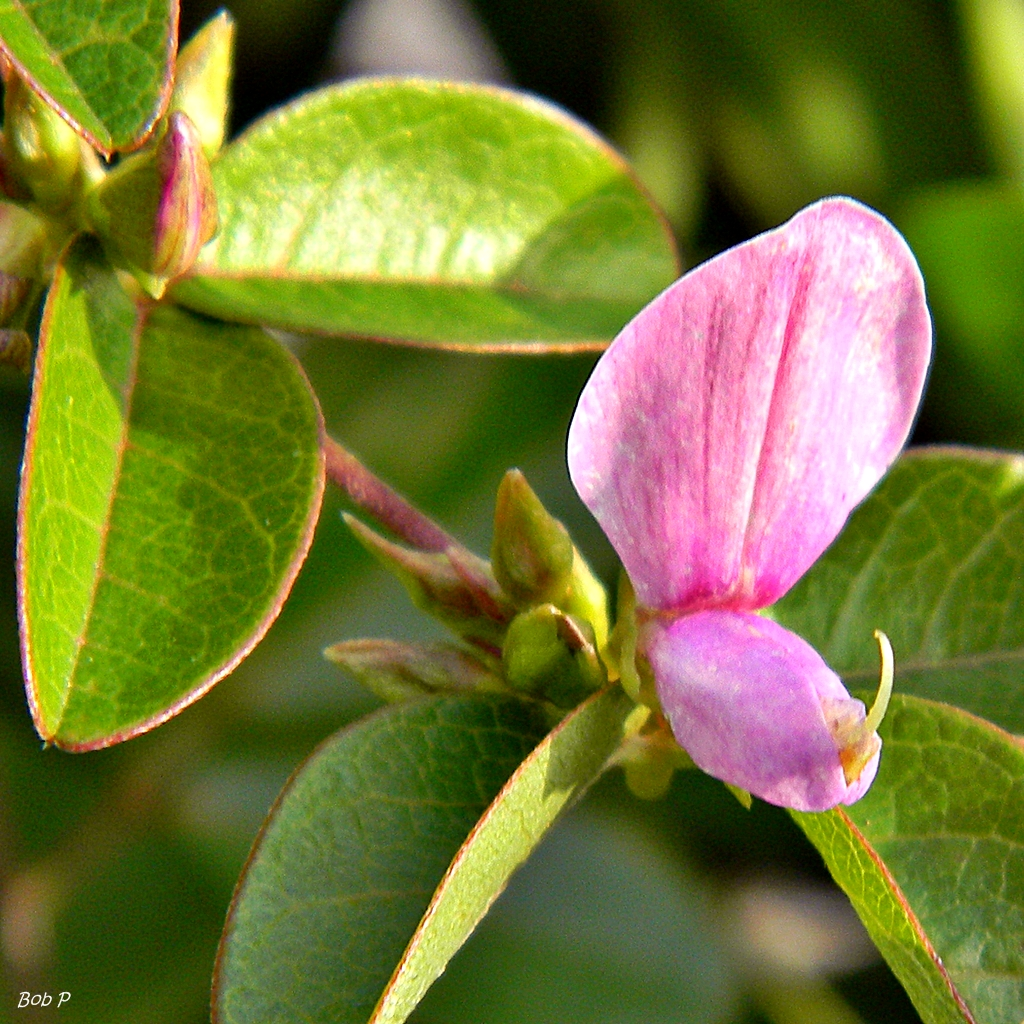

## Dottertaxa tillGalactia, i alfabetisk ordning[1]
- Galactia acapulcensis
- Galactia albiflora
- Galactia anomala
- Galactia argentea
- Galactia argentifolia
- Galactia augustii
- Galactia benthamiana
- Galactia boavista
- Galactia brachyodon
- Galactia brachypoda
- Galactia brachystachys
- Galactia brevipes
- Galactia bullata
- Galactia canescens
- Galactia combsii
- Galactia crassifolia
- Galactia cuneata
- Galactia decumbens
- Galactia densiflora
- Galactia dictyophylla
- Galactia dimorpha
- Galactia discolor
- Galactia douradensis
- Galactia dubia
- Galactia earlei
- Galactia eggersii
- Galactia elliottii
- Galactia erecta
- Galactia eriosematoides
- Galactia fasciculata
- Galactia fiebrigiana
- Galactia filiformis
- Galactia floridana
- Galactia galactioides
- Galactia glabella
- Galactia glaucescens
- Galactia glaucophylla
- Galactia gracillima
- Galactia grayi
- Galactia grewiifolia
- Galactia heringeri
- Galactia herradurensis
- Galactia hoehnei
- Galactia incana
- Galactia irwinii
- Galactia isopoda
- Galactia jenningsii
- Galactia jussiaeana
- Galactia killipiana
- Galactia lamprophylla
- Galactia laotica
- Galactia latifolia
- Galactia latisiliqua
- Galactia laxiflora
- Galactia lindenii
- Galactia lockhartii
- Galactia longiflora
- Galactia longifolia
- Galactia longipes
- Galactia maisiana
- Galactia marginalis
- Galactia martii
- Galactia martioides
- Galactia megalophylla
- Galactia microphylla
- Galactia minor
- Galactia minutifolia
- Galactia mollis
- Galactia monophylla
- Galactia muelleri
- Galactia multiflora
- Galactia nana
- Galactia neesii
- Galactia nummularia
- Galactia parvifolia
- Galactia peduncularis
- Galactia pendula
- Galactia pinetorum
- Galactia pretiosa
- Galactia prostrata
- Galactia regularis
- Galactia remansoana
- Galactia revoluta
- Galactia rotundata
- Galactia rubra
- Galactia rudolphioides
- Galactia sangsterae
- Galactia savannarum
- Galactia shumbae
- Galactia smallii
- Galactia sparsiflora
- Galactia spiciformis
- Galactia stereophylla
- Galactia striata
- Galactia suberecta
- Galactia tashiroi
- Galactia tenuiflora
- Galactia texana
- Galactia uniflora
- Galactia weddelliana
- Galactia vietnamensis
- Galactia viridiflora
- Galactia wrightii